# Joice Silva
Joice Souza da Silva (Rio de Janeiro, 20 de julho de 1983) é uma lutadora olímpica brasileira. Foi uma das representantes do país nos Jogos Pan-Americanos de 2011, em Guadalajara, no México.
Em 2012, ficou com a medalha de prata no pré-olímpico da Finlândia, e garantiu presença nas Olimpíadas de Londres, na categoria até 55 kg do estilo livre.
Em 16 de julho de 2015, durante o Pan-Americano realizado em Toronto, Canadá, a lutadora ganhou a medalha de ouro, na categoria de até 58 quilos.